# 松田重次郎
松田重次郎（1875年8月6日—1952年3月9日）為日本實業家、東洋工業（現稱馬自達）的實質創辦人，也是該公司的第二任社長，主導三輪卡車的生產製造。

## 生平略歷
松田重次郎於1875年8月6日在廣島縣安藝郡仁保島村向洋（現改稱廣島市南區向洋）出生。十四歲時前往大阪的鐵匠鋪習得機械的製造技術，後來在吳市和佐世保市的海軍工廠從事造船技術工作。1906年起開設鐵工廠，製造販售他自己發明的「松田式泵」（松田式ポンプ），此後在大阪經營鐵工廠。1912年因接獲大量來自俄羅斯帝國的砲彈信管訂單，掙得人生的第一桶金。1917年他與鐵工廠的股東拆夥，回到故鄉創立廣島製作所。

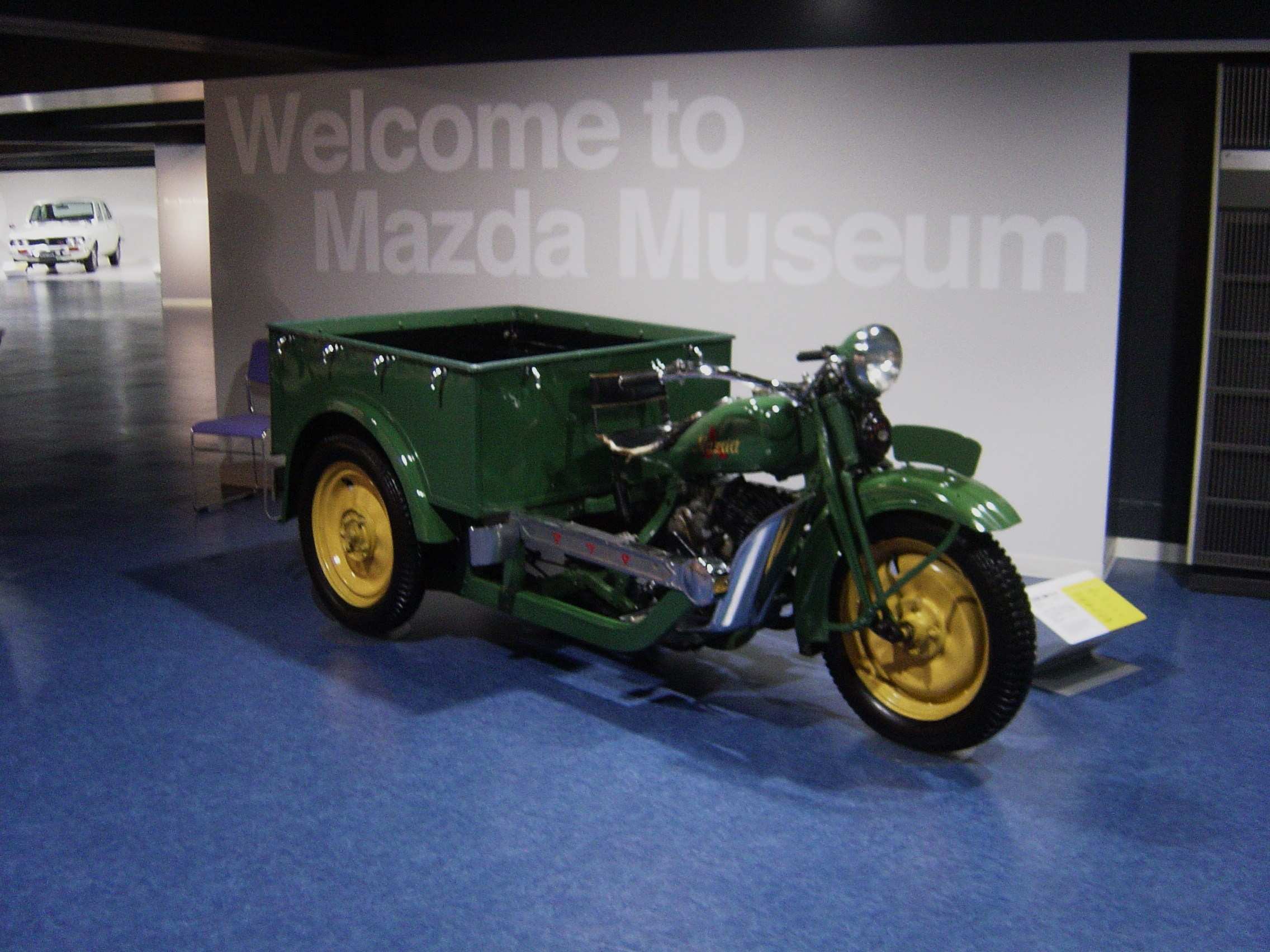
MAZDA號三輪卡車

1920年1月30日海塚新八為了重建即將倒閉的清谷商會，向廣島的金融界人士募款設立了東洋軟木工業株式會社（東洋コルク工業株式会社）。1921年由於海塚新八因病臥床了半年，本為該公司董事的松田重次郎於3月接下了該公司社長的重任，此後連續30年擔任董事長一職。松田為了擴大事業版圖，將製造軟木塞所產生的碎屑製成壓縮軟木板，可做為冰箱的絕緣體及隔熱材料，軍事上亦可作為儲存砲彈的緩衝材料。正當業績成長之時，不幸遇上1923年（大正12年）的關東大地震以及廠房火災，業績一落千丈，於是松田考慮進軍機械製造業。1927年他將公司名稱變更為東洋工業股份有限公司（東洋工業株式会社），一方面保留軟木塞製造部門（該部門於1944年［昭和19年］獨立成「東洋軟木塞公司」），一方面創建機械製造部門。彼時正值日本為了備戰而強化軍需的時期，東洋工業承接了大量飛機、軍艦、測量儀器等的零件訂單而獲得巨大利潤，並不斷購入銑床、車床等工具機。此時松田將目光投向了尚處於萌芽期的汽機車工業，1928年自英國進口了兩輛摩托車作為研究之用。
這兩輛摩托車拆解之後進行逆向工程，1929年試製出排氣量250c.c.的二衝程引擎，翌年完成六輛試作摩托車，並於同年3月生產30輛正式發售。同年10月參加由大日本帝國陸軍第5師團主辦的「招魂祭」中，作為餘興節目的機車競賽，成功甩開上帝之獅摩托車奪下優勝。接下來松田選擇發展三輪卡車三輪載貨卡車，將開發重責委託給已經入社的長男松田恒次與竹林清三（後升任為副社長），1930年完成三輪卡車試作品。由於東洋工業對於三輪車界相當陌生，遂於1931年與銷售網遍布全國的三菱商事簽約，委託後者代為銷售。1931年10月開始在安藝郡府中村（現改稱府中町）工廠製造三輪卡車，他以自己姓氏經古波斯拜火教光明之神阿胡拉·馬茲達（Ahura Mazdā）的名字而變體的「MAZDA」，將三輪卡車命名為「MAZDA號」，從此固定成該公司的品牌名稱。另一方面，他從陸軍承包了九九式有坂步槍的生產工作，成功擴大了東洋工業的公司規模。
1945年8月6日早上8點15分美軍在廣島市上空投下原子彈，恰巧在當天度過70歲生日的松田重次郎大難不死逃過一劫，但其次子松田宗彌則不幸亡故。雖然許多東洋工業的員工在爆炸中喪生，但府中工廠距離市區的爆炸中心點尚有五點三公里遠，並未受到太嚴重的波及。至1946年7月為止，松田重次郎提供府中工廠的用地給廣島縣政府全數機關作為臨時辦公室；同時NHK的廣島放送局也借用此地重新廣播。第二次世界大戰後，東洋工業中止生產軍需用品，開始生產牽引車，以作為爆炸災後重建的機具。松田重次郎免除被「公職追放」（駐日盟軍總司令部下令特定關係者不得擔任政府或民間企業的要職），繼續領導東洋工業生產民生運輸用卡車。隨後在1950年，東洋工業跟廣島縣政府、廣島市政府及其他縣內民間企業共同出資，成立職棒球隊廣島鯉魚隊。
1951年12月由其長子松田恒次繼任第三任社長，自己則改擔任董事會會長。翌年3月9日於廣島市自宅去世，享壽76歲。現在廣島市南區的比治山公園裡豎立了一座由圓鍔勝三製作的松田重次郎銅像，碑文內容由同樣是廣島縣出身、曾任日本首相的池田勇人題撰。

## 外部連結
- （日語）中国新聞：マツダ関連記事特集 （页面存档备份，存于）